# ORF 2
ORF 2 es el segundo canal de televisión público de Austria formando parte del grupo de comunicación Österreichischer Rundfunk. Comenzó sus emisiones el 11 de septiembre de 1961 y cuenta con una programación cultural y un boletín informativo para cada estado confederado.
ORF 2 se encuentra disponible via DVB-T en Alemania en las zonas cercanas a la frontera con Austria.

## Historia
ORF 2 comenzó sus emisiones en pruebas (Technisches Versuchsprogramm) el 11 de septiembre de 1961. Desde el 1 de septiembre de 1970 su programación es regular todos los días de la semana, anteriormente solo emitía cinco días a la semana. El 2 de mayo de 1988 comenzaron las emisiones de programación regional con el programa Bundesland heute, los estados a día de hoy. Hasta el 26 de octubre de 1992, ORF 2 era conocida como FS2 (Fernsehen 2, que significa Televisión 2 en Español).
El 9 de enero de 2012 tuvo lugar un completo cambio de diseño, similar al que se realizó en ORF eins un año antes. El diseño rojo y blanco de la identidad visual del canal se crearon para subrayar la fuerte identidad Austriaca de la cadena.
El 2 de diciembre de 2009 ORF 2 comenzó a emitir en pruebas en alta definición a 720p mostrando documentales de naturaleza y solo tres días después el 5 de diciembre comenzó las emisiones regulares. Poco a poco en los próximos años se fueron emitiendo más programas en HD nativo como el Concierto de Año Nuevo de Viena en 2010 o la serie austriaca Universum.

## Programación
A diferencia a ORF eins, cadena que se enfoca principalmente en series y películas, ORF 2 emite más contenido de producción Austriaca y programas culturales. Los informativos más importantes llamados Zeit im Bild emiten varios boletines al día, el más importante es el emitido a las 19:30. Los informativos regionales son emitidos justo antes a las 19:00 para cada uno de los nueve estados. Los informativos del sudtirol, que es parte de Italia son producidos desde Innsbruck para todo el Tirol.

## Identidad Visual

Logo de ORF 2 del 2000 al 2005
Logo de ORF 2 de 1992 al 2000, además de 2005 a enero de 2012
Logo de ORF 2 HD del 5 de diciembre de 2009 al 9 de enero de 2012
Logo de proyecto para ORF zwei en enero de 2011.
Logo actual de ORF 2 desde el 9 de enero de 2012
Logo actual de ORF 2 HD desde el 9 de enero de 2012

## Recepción
Todas las emisiones regionales de ORF 2 pueden ser recibidas vía satélite, dichas emisiones se encuentran codificadas y solo pueden ser vistas por los espectadores que hayan pagado la cuota de licencia de ORF. La versión internacional de ORF 2 se emite sin codificar por satélite desde 2004 en toda Europa.
Desde octubre de 2006, ORF 2 ha estado emitiendo en la DVB-T en Austria, en el multiplex A.

### Emisoras regionales

ORF Tirol.

- ORF B (Burgenland)
- ORF K (Kärnten)
- ORF NÖ (Niederösterreich)
- ORF OÖ (Oberösterreich)
- ORF S (Salzburg)
- ORF St (Steiermark)
- ORF T (Tirol)
- ORF V (Vorarlberg)
- ORF W (Wien)